# 1962-es labdarúgó-világbajnokság-selejtező (AFC)
Az 1962-es labdarúgó-világbajnokság selejtezőjének AFC-zónájában összesen 3 nemzet versenyzett. A győztes interkontinentális pótselejtezőt játszott az UEFA-térségből érkező ellenféllel.

## Lebonyolítás
A 3 csapatot 1 csoportba osztották, ahol oda-visszavágós rendszerben, hazai pályán és idegenben és megmérkőztek egymás ellen. A csoportgyőztes interkontinentális pótselejtezőt játszott az UEFA-térségből érkező ellenféllel, a győztes pedig kijutott az 1962-es világbajnokságra.

## Első forduló
| Hely. | Csapat    | M | Gy | D | V | G+ | G– | Gk | P | Továbbjutás                         |  | Dél-Korea | Japán | Indonézia |
| ----- | --------- | - | -- | - | - | -- | -- | -- | - | ----------------------------------- |  | --------- | ----- | --------- |
| 1.    | Dél-Korea | 2 | 2  | 0 | 0 | 4  | 1  | +3 | 4 | Bejutott az UEFA–AFC pótselejtezőbe |  | —         | 2–1   |           |
| 2.    | Japán     | 2 | 0  | 0 | 2 | 1  | 4  | −3 | 0 |                                     |  | 0–2       | —     |           |
| 3.    | Indonézia | 0 | 0  | 0 | 0 | 0  | 0  | 0  | 0 | Visszalépett                        |  |           |       | —         |

| 1960. november 6. |

| Dél-Korea                | 2–1         | Japán        |
| ------------------------ | ----------- | ------------ |
| Cshong Szuncshon 39' 41' | Jegyzőkönyv | Szaszaki 26' |

| Hjocsang Stadion, Szöul Nézőszám: 16 000 Játékvezető: Kim Dukcshon (dél-koreai) |

| 1961. június 11. |

| Japán | 0–2         | Dél-Korea                           |
| ----- | ----------- | ----------------------------------- |
|       | Jegyzőkönyv | Cshong Szuncshon 21' Ju Panszun 26' |

| Jojoki Nemzeti Stadion, Tokió Nézőszám: 20 000 Játékvezető: F Partlett (hongkongi) |

## Interkontinentális pótselejtező

### UEFA/AFC
| Hely. | Csapat      | M | Gy | D | V | G+ | G– | Gk | P | Továbbjutás                          |  | Jugoszlávia | Dél-Korea |
| ----- | ----------- | - | -- | - | - | -- | -- | -- | - | ------------------------------------ |  | ----------- | --------- |
| 1.    | Jugoszlávia | 2 | 2  | 0 | 0 | 8  | 2  | +6 | 4 | Kijutott az 1962-es világbajnokságra |  | —           | 5–1       |
| 2.    | Dél-Korea   | 2 | 0  | 0 | 2 | 2  | 8  | −6 | 0 |                                      |  | 1–3         | —         |